# Conco
Conco este o comună din provincia Vicenza, regiunea Veneto, Italia, cu o populație de 2.128 locuitori (1 ianuarie 2018) și o suprafață de 26,85 km².

## Demografie
Conco - evoluția demografică

|  | Graficele sunt indisponibile din cauza unor probleme tehnice. Mai multe informații se găsesc la Phabricator și la wiki-ul MediaWiki. |

Date: Recensăminte sau birourile de statistică - grafică realizată de Wikipedia